# Wulfsen
Wulfsen là một đô thị thuộc huyện Harburg, trong bang Niedersachsen, Đức. Đô thị này có diện tích 8,42 killômét vuông.